# Reinbold Liebenzeller
Reinbold Liebenzeller (dont le prénom est parfois orthographié Reimbold) est un chevalier du XIIIe siècle, principalement connu pour avoir conduit les troupes de la ville impériale libre de Strasbourg contre celles de l'évêque Walter de Geroldseck et pour avoir remporté la bataille de Hausbergen.

## Faits d'armes
Le fait d'armes pour lequel Reinbold Liebenzeller est connu est la conduite des armées de la république de Strasbourg lors de la bataille de Hausbergen. Il y aurait prononcé, le 8 mars 1262, un discours dont les termes sont restés : « Combattez aujourd'hui avec courage et sans peur pour l'honneur de notre cité et pour perpétuer notre liberté et celle de nos enfants et descendants ».

## Historiographie
Reinbold Liebenzeller est longtemps oublié dans l'historiographie strasbourgeoise, notamment du fait de l'ombre que lui fait Rodolphe Ier de Habsbourg, mais aussi par une simple méconnaissance de son rôle.
La publication en novembre 2005 d'un roman historique de Charly Damm, Niclaus Findel, met en lumière le rôle de Reinbold Liebenzeller.
En 2018, la municipalité commande au sculpteur Christian Fuchs une statue de 2,40 mètres de hauteur, dont l'installation est prévue sur la place des Tripiers pour commémorer le rôle du chevalier,.